# 今村悦朗
今村 悦朗（いまむら えつろう、1959年10月26日 - ）は、日本のテレビプロデューサー、ディレクター、映画監督。女性アイドルグループSKE48およびNGT48の元劇場支配人。鹿児島県出水市出身。

## 経歴
約30年間に渡ってテレビ業界で活躍し、プロデューサー、ディレクターとして関わった番組は300本を数える。また、映画制作にも関わり、2006年公開の「調布空港」では監督・脚本を手がけている。
2014年3月、恩師である秋元康の命を受け、SKE48劇場支配人に就任。翌2015年4月には新たに結成されたNGT48の初代劇場支配人に就任した。
2019年1月8日にNGT48のメンバーである山口真帆が前年12月に暴行被害に遭っていたことを告発すると、今村はNGT48の管理責任者の立場でありながらかかる事態に対する説明を行わないまま公の場から姿を晦ましてしまい、その姿勢に世間から批判が集中した。AKSはこれを受けて1月14日になって今村をNGT48劇場支配人から退任させて同社東京本社の「取締役室」付に異動とする人事を実施し、これに対しマスメディアは「事実上の更迭」であると報じた。
その後も今村は沈黙を保ったままであったが、同年3月6日の晩に元AKB48グループ総支配人の戸賀崎智信、AKB48劇場支配人細井孝宏と酒席を共にしていたことが戸賀崎のツイッター投稿により明らかにされる。翌日、AKSより「NGT48に関する事案について第三者委員会にて調査中であるにもかかわらず、立場ある人間が不適切な行動をしてしまった」として今村との契約解除が発表された。

## 人物
- 2014年4月（54歳）時点では独身[9]。
- 好物は焼酎とタバコ。好きな言葉は「敬天愛人」[9]。
- 尊敬する人物は秋元康と西郷隆盛[9]。

## 映画作品
- Quartet カルテット（2001年） - Quartet Partners担当[4]
- 調布空港（2006年） - 監督、脚本[4]
- 真木栗ノ穴（2008年） - エグゼクティブプロデューサー[4]